# تشارلز إدواردز
تشارلز إدواردز (18 أكتوبر 1884 في جنوب أفريقيا - 22 مايو 1938 في المملكة المتحدة) (بالإنجليزية: Charles Edwards)‏ هو لاعب كريكت بريطاني (وحمل سابقاً جنسية المملكة المتحدة لبريطانيا العظمى وأيرلندا). لعب مع نادي مقاطعة غلوستر للكريكت ‏.

## وصلات خارجية
- تشارلز إدواردز على موقع إي آس بي آن كريك إنفو (الإنجليزية)